# Phanerotoma moniliata
Phanerotoma moniliata är en stekelart som beskrevs av Ji och Chen 2003. Phanerotoma moniliata ingår i släktet Phanerotoma och familjen bracksteklar. Inga underarter finns listade i Catalogue of Life.